# I Started a Joke / Kilburn Towers

## Közreműködők
- Barry Gibb – ének, gitát
- Robin Gibb – ének
- Maurice Gibb – ének, basszusgitár, zongora
- Vince Melouney – gitár
- Colin Petersen – dob
- stúdiózenekar Bill Shepherd vezényletével
- hangmérnök – John Pantry, Damon Lyon Shaw

## A lemez dalai
- I Started a Joke  (Barry, Robin és Maurice Gibb) (1968), mono 3:03 , ének: Robin Gibb
- Kilburn Towers  (Barry, Robin és Maurice Gibb) (1968), mono 2:14, ének: Barry Gibb

## A kislemez megjelenése országonként
- Amerika, Kanada Atco 45-6639
- Japán Polydor DP-1620
- Ausztrália Spin EK-2725
- Németország Polydor 59253
- Spanyolország Polydor 60 045
- Brazília Polydor 126.007

## Top 10 helyezés a világ országaiban
I Started a Joke: #1.: Ausztrália, Új-Zéland, Kanada #2.: Dél-afrikai Köztársaság #3.: Hollandia #4.: Franciaország, #5.: Chile #6.: Amerika